# 斯韋特曼 (密西西比州)
斯韋特曼（英語：Sweatman）是位於美國密西西比州蒙哥馬利縣的非建制地區。

## 歷史
斯韋特曼的郵局於1880年設立，其後於1959年停運。當地於1900年時有人口22人。

## 地理
斯韋特曼所處的海拔為高於海平面90米（即295英呎），而該地所採用的時區為UTC-6，即北美中部時區（CST）。同時該地設有夏令時間，為UTC-6調快一小時，即UTC-5（CDT）。